# Lexi e il professore scomparso
Lexi e il professore scomparso (Get a Clue) è un Disney Channel Original Movie del 2002 con protagonista Lindsay Lohan nei panni di Lexy Gold, una studentessa liceale adolescente che indaga su un mistero dopo che uno dei suoi insegnanti scompare. Il film è stato presentato in anteprima su Disney Channel il 28 Giugno, 2002 in America. Esso venne diretto da Maggie Greenwald e scritto da Alana Sanko.

## Trama
Lexy Gold (Lindsay Lohan) vive tra i ricchi ed élite di Manhattan, New York. Vestita a Prada, è orgogliosa della sua capacità di ottenere lo scoop e di servirlo nella colonna di consigli del suo giornale scolastico. Compete per lo status sul giornale con Jack Downey (Bug Hall), editore. Quando un articolo e una fotografia Lexy hanno preso la sua insegnante, il signor Orlando Walker (Ian Gomez), viene pubblicato sul giornale della città, scompare e la sua auto si trova nell'East River. Con l'aiuto della migliore amica di Lexy Jen Hervey (Brenda Song) e uno dei suoi compagni di scuola Gabe (Ali Mukaddam), Lexy e Jack hanno deciso di risolvere il mistero dietro la scomparsa.
La loro insegnante, Miss Gertrude Dawson (Amanda Plummer), viene coinvolta mentre lei e il signor Walker erano coinvolti romanticamente. Jack riceve un messaggio da Mr. Walker su una borsa di studio. Lexy e Jack cercano nel suo vecchio appartamento, dove si imbattono nel detective Charles Meany (Charles Shaughnessy), che sta cercando il signor Walker. Jen e Gabe guardano Miss Dawson a casa di Gabe con una videocamera per tenerla d'occhio. Lexy e Jack in seguito incontrano la madre del signor Walker, la signora Petrossian (Sylvia Lennick), a casa sua. Scoprono che il signor Walker ha cambiato la sua identità dopo essere stato accusato di aver rubato $10.000.000. Il signor Walker in seguito riceve una lettera dalla persona reale che ha rubato i soldi, inquadrando il signor Walker. Il gruppo e il signor Walker si incontrano in un hotel per fingere di ricevere i soldi. Miss Dawson si presenta in hotel ed è presa in ostaggio dal vero ladro. Lexy e Jack cercano nelle sale l'uomo, che si rivela detective Meany, il cui vero nome è Falco Grandville, il capo del signor Walker quando lavorava in una banca in Arizona e l'uomo che aveva incorniciato il signor Walker per i soldi furto. La squadra lo raggiunge e viene successivamente arrestato. In seguito viene rivelato che la madre del signor Walker ha trovato per caso una spilla nell'ufficio di Falco e ha deciso di mantenerlo; Falco ha acquistato la costosa spilla di diamanti Canary per nascondere i $10 milioni rubati e ha accusato Walker per la sua perdita.
Dopo che il signor Walker ha finalmente pronunciato un uomo libero, in seguito chiede a Miss Dawson di sposarlo. Alla fine, mostra il matrimonio con Jack, Lexy, Jen e Gabe. Jack e Lexy condividono un momento tra loro prima che le quattro adolescenti camminino per strada parlando di andare a bowling.
Il gruppo e il signor Walker si incontrano in un hotel per fingere di ricevere i soldi. Miss Dawson si presenta in hotel ed è presa in ostaggio dal vero ladro. Lexy e Jack cercano nelle sale l'uomo, che si rivela detective Meany, il cui vero nome è Falco Grandville, il capo del signor Walker quando lavorava in una banca in Arizona e l'uomo che aveva incorniciato il signor Walker per i soldi furto. La squadra lo raggiunge e viene successivamente arrestato. In seguito viene rivelato che la madre del signor Walker ha trovato per caso una spilla nell'ufficio di Falco e ha deciso di mantenerlo; Falco ha acquistato la costosa spilla di diamanti Canary per nascondere i $ 10 milioni rubati e ha accusato Walker per la sua perdita. Dopo che il signor Walker ha finalmente pronunciato un uomo libero, in seguito chiede a Miss Dawson di sposarlo. La fine del film, mostra il matrimonio, con Jack, Lexy, Jen e Gabe presenti. Jack e Lexy condividono un momento tra loro prima che le quattro adolescenti camminino per strada parlando di andare a bowling.

## Produzione
La produzione iniziò nel Maggio 2001. Lexi e il professore scomparso venne scritto da Alana Sanko; la sceneggiatura era ancora incompiuta quando le riprese erano iniziate. Maggie Greenwald è stato confermato a diretto e Lindsay Lohan venne scelta come Lexy Gold, ponendo fine al suo accordo di tre film con la Walt Disney Company. Il film fu girato principalmente a Toronto, Ontario, in Canada, con alcune delle scene esterne girate a Manhattan, New York. Le scene alla Millington Prep, la scuola di Lexy e i suoi amici frequentano, sono state girate alla Bishop Strachan School di Toronto.
Il film è stato originariamente rilasciato nel Gennaio del 2002 come Disney Channel Movie del Mese. Una ripresa ben concepita, ha avuto luogo alla fine del 2001 per filmare un finale diverso che concluse che il cattivo nel film era perfido. Nel finale originale, il cattivo si rivelò essere la signora Stern, un'insegnante del Liceo di Lexy che aveva conosciuto il signor Walker mentre viveva in Arizona. Questo finale è stato mostrato sul DVD (anche se lo spettatore ha la possibilità di guardare entrambi i finali quando il film raggiunge i 61 minuti, con il finale della signora Stern mostrato in un rapporto di aspetto diverso rispetto al resto del film). Il film è stato pesantemente promosso e frequentemente ricorso durante la sua estate iniziale. Una canzone della band Prozzak, "Get A Clue", è apparsa nel film e il video musicale è stata mostrata su Disney Channel al momento della sua uscita. Il nome della band è stato cambiato in "Simon e Milo", i personaggi raffigurati nel video musicale in modo che il loro nome della band non fosse associato alle droghe.